# Сошницовице
Сошницовѝце (на полски: Sośnicowice; на немски: Kieferstädtel) е град в Южна Полша, Силезко войводство, Гливишки окръг. Административен център е на градско-селската община Сошницовице. Заема площ от 11,67 km2.

## Местоположение
Разположено е край републикански път 408, на 13 km западно от центъра на Гливице.

## Население
Според данни от полската Централна статистическа служба, към 1 януари 2014 г. населението на града възлиза на 1853 души. Гъстотата е 159 души/km2.

## Забележителности
В регистъра за недвижимите паметници на Националния институт за наследството са вписани:
- Старата част на града – регистрационен номер 406/53 z 31.03.1953 и

805/67 z 20.12.1967
- Енорийска църква „Св. Якуб“, XVIII в. – регистрационен номер A-364/60 z 10.03.1960 и A-310 z 2.05.1950
- Дворцов комплекс с парк, XVIII в. – регистрационен номер 443/55 z 14.06.1955 и A-363/60 z 10.03.1960